# Перламутровка Матвеева
Перламу́тровка Матве́ева (Clossiana matveevi) — вид бабочек из семейства нимфалид (Nymphalidae). Видовое название дано в честь впервые собравшего этот вид бабочек — Е. А. Матвеева.

## Замечания по систематике
Чрезвычайно узкоареальный представитель обширного рода Clossiana. Перламутровка Матвеева принадлежит к сложной группе видов tritonia-polaris, таксономия которой до конца не изучена.
По мнению Дубатолова В. В., Костерина О. Э. (2010), отличия перламутровки Матвеева от родственного вида Clossiana tritonia по строению гениталий (форме апикального отростка вальвы) — ненадёжны, так как даже в типовой популяции перламутровки Матвеева встречаются особи, приближающиеся по этому признаку к Clossiana tritonia. Авторы предлагают считать таксон Clossiana matveevi обособленным и изолированным западным подвидом Clossiana tritonia.

## Описание

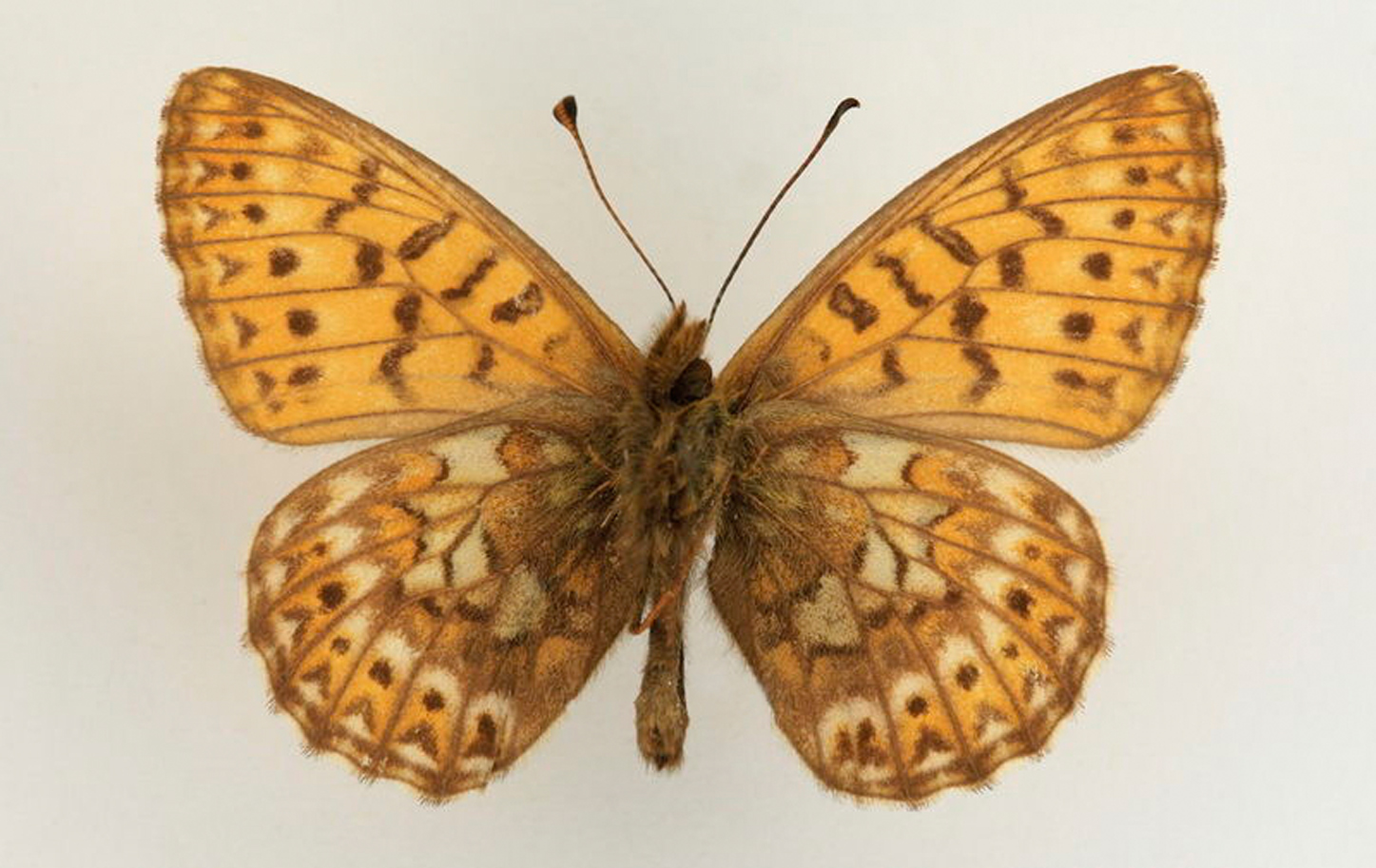
Нижняя сторона крыльев

Длина переднего крыла 22-27 мм. Верхняя сторона крыльев типичной для представителей рода окраски —  они кирпично-красные с имеющимся равномерным рисунком из чёрных пятен более или менее прямоугольной или округлой формы. Краевые пятна слиты между собой, образуя сплошную черную кайму. Нижняя сторона крыльев — основной фон коричневый с белыми базальными пятнами, имеется белая точка в центральной ячейке. Дискальная перевязь выраженная, образована чередующимися беловатыми и темными участками и отграничена каймой чёрного цвета. Постдискальная область имеет три последовательные зоны: непрерывная (без просветов в центре крыла) коричневая или красновато-коричневая перевязь, которая непосредственно соседствует с дискальной перевязью и содержит беловатые пятна, которые сливаются в перевязь; далее — имеется ряд чёрных постдискальных пятен с чёткими краями, и, далее, внешняя темно-коричневая зона с более или менее выраженным просветлением по жилке М2. Вдоль края крыла проходит полный ряд двухцветных краевых пятен, образованных из внутренних черных с белыми ядрышками и черных пятен у самого края, пронзённых продольными светлыми штрихами. Самки отличаются от самцов менее насыщенной окраской.

## Ареал и местообитание

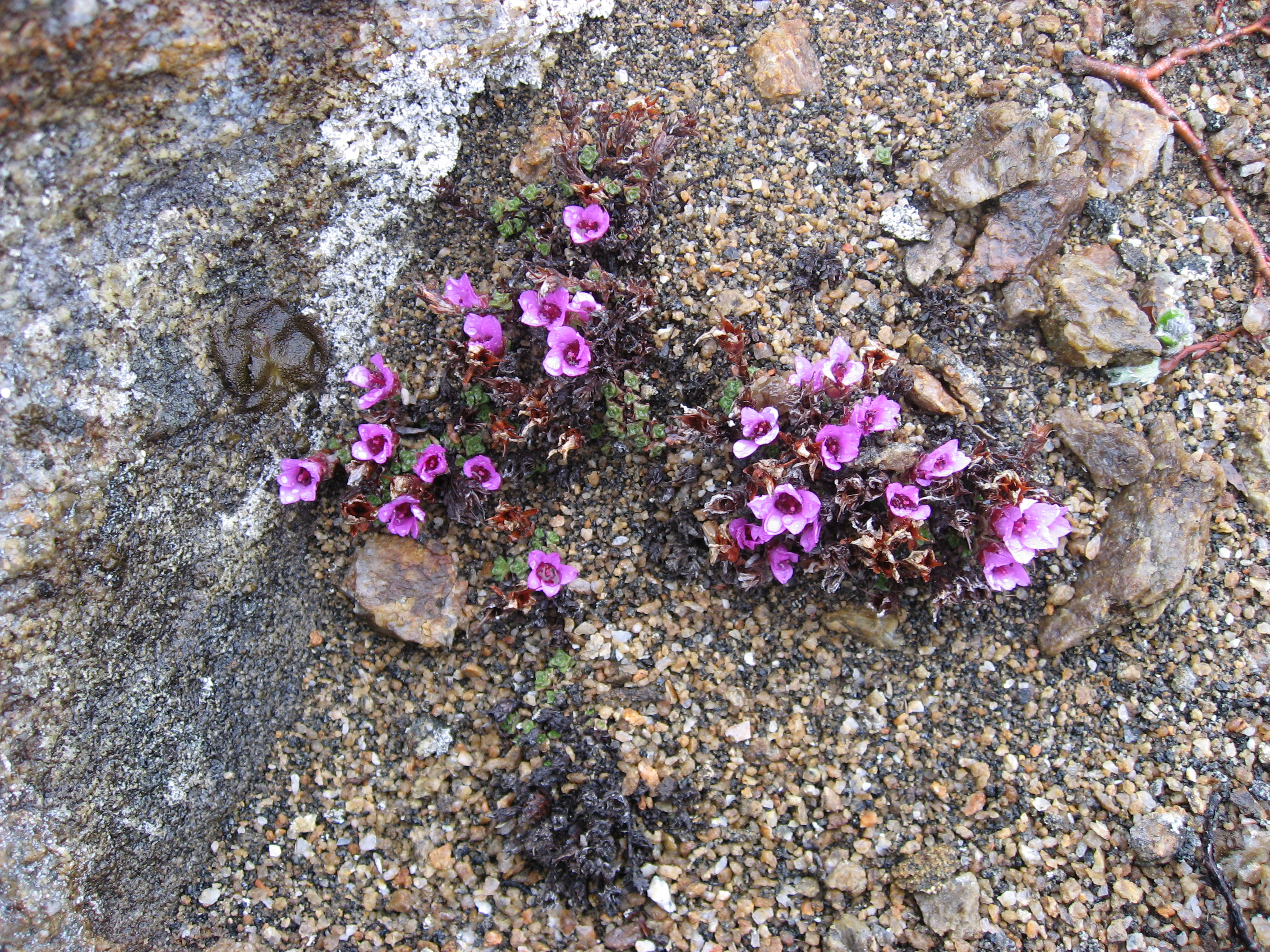
Камнеломка супротивнолистная в районе Упернавика

Эндемик Алтая. Известна только из типового места в истоках реки Ярлыайры на Курайском Хребте (Усть-Улаганский район Республики Алтай), где была впервые собрана в 1990 году. Причины такой высокой локальности вида неясны, ведь предполагаемое кормовое растение гусениц — Камнеломка супротивнолистная — вполне обычна на осыпях Южно-Чуйского и Катунского хребтов и в массиве Сайлюгем-Талдуаир. Высказывалось предположение, что такая локальность может определяться геохимическими склонностями бабочек, которые придерживаются сланцев с повышенным содержанием железа
Все известные местообитания вида ограничены высокогорьями Курайского хребта в районе ртутно-обогатительного завода, в истоках реки Ярлыамры.
Предположительно к этому же виду относится указание 1905 года для «Argynnis amphilochus» для долины реки Цаган-Кол (Монгольский Алтай), сделанное выдающимся сибирским географом проф. В. В. Сапожниковым по собранному экземпляру.
У единственного известного экземпляра, собранного в западной Монголии и хранящегося в коллекции Томского университета, настолько сильно повреждены крылья и отсутствует брюшко, что его точная идентификация невозможна.
Высокогорный вид, обитает на высотах 2700 — 3100 м над уровнем моря. Обитает на крутых склонах и гребнях с пятнами нетающих снежников. Бабочки держатся осыпей и скальных выступов, которые образованы метаморфическими слюдистыми сланцами, обогащенными пиритом и окрашены в цвет ржавчины окислами и гидроокислами железа. Бабочки придерживаются мест, где произрастает камнеломка супротиволистная (Saxifraga oppositifolia).

## Биология
За год развивается в одном поколении. Время лёта во второй половине июня и июле. Самцы присаживаются на камни средней величины, предпочитая строго сланцы ржавой окраски. Самцы активны в районе 7 часов утра — сперва греются в лучах солнца с раскрытыми крыльями, изредка перелетая. Затем с 9 часов утра отдыхают на камнях и летают над осыпями или гребнями — как правило, самцы несколько раз облетают некий участок каменистой осыпи и садятся на любой подходящий камень. Самцы в целом проводят довольно много времени, отдыхая на камнях, при этом под прямыми солнечными лучами складывают крылья. Самки летают медленнее и отмечаются исключительно на цветках камнеломки супротиволистной, тогда как самцы для питания посещают и другие цветы, например Taraxacum lyratum, Crepis nana, Senecio turczaninovi. Преимагинальные стадии неизвестны. Гусеницы, вероятно, развиваются на камнеломке супротиволистной (Saxifgara oppositifolia).